# Ernst August von Hannover (1954)
Ernst August (V.) Albert Otto Rupprecht Oskar Berthold Friedrich-Ferdinand Christian-Ludwig Prinz von Hannover, Herzog zu Braunschweig und Lüneburg, Königlicher Prinz von Großbritannien und Irland (nach österreichischem Namensrecht Ernst August Hannover; * 26. Februar 1954 in Hannover) ist das Familienoberhaupt des ehemals königlichen Hauses Hannover und des früheren herzoglichen Hauses von Braunschweig.
Er ist ein Welfe und ein Urenkel des letzten deutschen Kaisers Wilhelm II. über dessen einzige Tochter Viktoria Luise von Preußen. Er besitzt die deutsche, österreichische und britische Staatsangehörigkeit.
Im Jahr 2004 übertrug er den land- und forstwirtschaftlichen Besitz des Hauses Hannover in Deutschland und Österreich, darunter das Schloss Marienburg, das benachbarte Hausgut Calenberg, das Fürstenhaus in Hannover-Herrenhausen und den Exilsitz der Familie in Gmunden, seinem Sohn Ernst August, der seit 2012 die Verwaltung leitet und auch zunehmend die Repräsentation des Welfenhauses wahrnimmt.

## Familie
Ernst August von Hannover ist der älteste Sohn von Ernst August IV. Prinz von Hannover, Herzog von Braunschweig Lüneburg (1914–1987) und dessen Ehefrau Ortrud Prinzessin zu Schleswig-Holstein-Sonderburg-Glücksburg (1925–1980). Seine Geschwister sind:
- Marie Viktoria Luise Hertha Friederike (* 1952) ⚭ 1982 Michael Graf von Hochberg
- Ludwig Rudolph (* 28. November 1955; † 28. November 1988) ⚭ 4. Oktober 1987 Isabella Gräfin von Thurn und Valsassina (1962–1988)
- Olga Sophie Charlotte Anna (* 1958)
- Alexandra Irene Margitha Elisabeth Bathildis (* 1959) ⚭ 1981 Andreas Fürst zu Leiningen
- Heinrich Julius (* 1961) ⚭ 1999 Thyra von Westernhagen

Daneben hat Ernst August den älteren Halbbruder Christian Ernst August Hubertus Freiherr von Humboldt-Dachroeden (* 1943), der aus einer vorehelichen Beziehung seines Vaters mit Maria Anna, geb. Freiin von Humboldt-Dachroeden (1916–2003), bis zur Scheidung 1943 Gattin des Hubertus von Preußen, stammt.
Über die Schwester seines Vaters, Königin Friederike von Griechenland (1917–1981), ist er ein Cousin ersten Grades des früheren Königs Konstantin II. von Griechenland und dessen Schwester, Königin Sophia von Spanien (* 1938). Sein Onkel Georg Wilhelm (1915–2006) war verheiratet mit Prinzessin Sophie von Griechenland (1914–2001), einer Schwester von Prinz Philip, Duke of Edinburgh.
Nach einer Ausbildung zum Landwirt in Großbritannien und Kanada betätigte er sich als Geschäftsmann und Produzent von Tier- und Dokumentarfilmen.
Am 30. August 1981 heiratete er auf der Marienburg kirchlich die Schweizerin Chantal Hochuli (* 2. Juni 1955 in Zürich), nachdem zuvor eine zivile Eheschließung in Pattensen stattgefunden hatte. Ernst August IV. hatte die Ehe seines ältesten Sohnes mit einer Bürgerlichen erlaubt und für dynastisch im Sinne des welfischen Hausgesetzes von 1836 erklärt, wodurch der Bräutigam sein Erstgeburtsrecht behielt. An der Hochzeit nahmen unter anderem König Konstantin II. und Königin Anne-Marie von Griechenland, Königin Sophia von Spanien mit ihren Kindern Elena, Cristina und Felipe, sowie Louis Ferdinand von Preußen teil. Aus der Ehe gingen zwei Söhne hervor, Ernst August VI. (* 1983; ⚭ 2017 Ekaterina Malysheva) und Christian Heinrich (* 1985; ⚭ 2017 Alessandra de Osma). Die Ehe wurde 1997 in London aufgrund von Ehebruch mit einer nicht genannten Frau geschieden.
Am 23. Januar 1999 heiratete er Caroline von Monaco (* 1957) aus dem Hause Grimaldi. Mit ihr hat er eine Tochter, Alexandra von Hannover (* 1999), die im österreichischen Landeskrankenhaus Vöcklabruck geboren wurde.
Er lebt seit 2009 von seiner Frau getrennt.

## Name und Titel
Der offizielle Name lautet im deutschen Pass: Ernst August Albert Paul Otto Rupprecht Oskar Berthold Friedrich-Ferdinand Christian-Ludwig Prinz von Hannover Herzog zu Braunschweig und Lüneburg Königlicher Prinz von Großbritannien und Irland. Im britischen Pass lautet der Name His Royal Highness Ernest Augustus Guelph.
Zur Geburt seines Vaters 1914 verlieh König Georg V. diesem und allen folgenden Kindern von Ernst August Herzog von Braunschweig die Anrede Highness und den Titel Prinz von Großbritannien und Irland. Herzog Ernst August war als direkter Agnat König Georg III. nur noch entfernt mit der mittlerweile in Großbritannien regierenden Königsfamilie aus dem Haus Sachsen-Coburg und Gotha verwandt, allerdings mütterlicherseits Cousin ersten Grades von Georg V. Der aufgrund des Ersten Weltkrieges verabschiedete Titles Deprivation Act 1917 erlaubte es Georg V., feindlich gehaltene britische Titel zu entziehen. Von dieser Möglichkeit machte er am 28. März 1919 zwar mit Blick auf den zuletzt regierenden Monarchen Ernst August Gebrauch, dessen Nachkommen können mit einer Petition den britischen König um die Wiedereinsetzung bitten, jedoch wurde bisher davon abgesehen. Der Titel ist aber nach dem deutschen Namensrecht von 1919 Teil des Nachnamens und wird seither in Deutschland als Teil des Familiennamens geführt.

## Öffentliches Leben
Von Hannover ist mehrfach mit gewalttätigen oder beleidigenden Ausbrüchen in die Medien geraten.
Gut Calenberg 1998
Im Januar 1998 prügelte er vor dem Gut Calenberg mit seinem Regenschirm auf den hannoverschen Kameramann Karsten Thürnau und den Fotografen Rainer Dröse ein und wurde von Ersterem dabei gefilmt. Dies sorgte bundesweit für Schlagzeilen und brachte ihm die Spitznamen „Prügelprinz“ bzw. „Prügelaugust“ ein. Das Landgericht Hannover verurteilte ihn zur Zahlung von 15.000 Mark Schmerzensgeld an den Kameramann. Ein Strafverfahren wegen Körperverletzung wurde gegen Zahlung von 90.000 Mark eingestellt.
Salzburger Festspiele 1999
Im Jahr 1999 gab er am Rande der Salzburger Festspiele einer Bunte-Fotografin einen Tritt, wodurch diese einen Bluterguss erlitt. In erster Instanz wurde er deshalb im Dezember 2001 vom Amtsgericht Springe zu acht Monaten Bewährungsstrafe und 500.000 Mark Geldbuße verurteilt; in zweiter Instanz vor dem Landgericht Hannover wurde das Verfahren im Hinblick auf die schwerer wiegenden Kenia-Vorwürfe (siehe unten) eingestellt.
Expo 2000 in Hannover
Auffällig wurde er auch bei der Weltausstellung 2000 in Hannover, als er beim Urinieren am türkischen Pavillon von einem Paparazzo fotografiert wurde, was ihm zeitweise von der Boulevardpresse den Beinamen „Pinkelprinz“ einbrachte. In einer ganzseitigen Anzeige in der FAZ räumte Hannover zwar ein, sich auf der Messe erleichtert zu haben, dies sei jedoch nicht am türkischen Pavillon geschehen. In Hinblick auf die vor allem von der Bild geführte „Pinkelprinz“-Kampagne beschimpfte er ferner die Leiterin der Bild-Redaktion Hannover, Anne-Kathrin Berger, am Telefon massiv und wies sie darauf hin, dass er nur „mit Arschlöchern wie Journalisten“ so reden würde und dass die Dame selbst am besten wisse, „was ihre Scheißzeitung“ tue. Die Anrufe wurden in der Folge in der Bild abgedruckt, die Zeitung erstattete Anzeige gegen ihn.
Geschwindigkeitsverstoß in Frankreich 2003
Im Juni 2003 wurde Hannover bei einer Fahrt auf der französischen Autobahn mit 211 km/h erwischt und deshalb in Frankreich zu einem Monat Fahrverbot und 728 Euro Strafe verurteilt. Seine Klage gegen die Veröffentlichung in deutschen Zeitungen scheiterte zuletzt vor dem Bundesverfassungsgericht.
Kenia 2004
Im Jahr 2004 wurde er zunächst wegen gefährlicher Körperverletzung zu einer Geldstrafe von 445.000 Euro verurteilt, weil er im Januar 2000 einen deutschen Hotelier auf der Insel Lamu in Kenia krankenhausreif geprügelt haben soll. Die von ihm angestrebte Wiederaufnahme des Verfahrens wurde im März 2007 vom Landgericht Hildesheim in erster Instanz abgelehnt, später wurde ihr jedoch vom Oberlandesgericht Celle stattgegeben. Ab dem 15. Juni 2009 wurde vor dem Landgericht Hildesheim erneut verhandelt. Am 9. März 2010 wurde er wegen einfacher Körperverletzung zu einer Geldstrafe von 200.000 Euro verurteilt (40 Tagessätze); er hatte zwei Ohrfeigen eingeräumt. Eine Revision dagegen wurde im April 2011 vom Oberlandesgericht Celle als „offensichtlich unbegründet“ verworfen, damit ist das Urteil rechtskräftig.
Absenz bei monegassischer Hochzeit 2011
Dass er 2011, im Gegensatz zu seiner Ehefrau Caroline, der Hochzeit von deren Bruder Albert II. und Charlene Wittstock fernblieb, führte zu einigem Aufsehen.
Oberösterreich 2020
Am 15. Juli 2020 kam es in seinem Jagdhaus im oberösterreichischen Grünau im Almtal zu einem Vorfall, der mit seiner Einweisung in eine psychiatrische Abteilung endete. Nach Darstellung der Polizei habe er diese gerufen, da er in Not sei und dringend Hilfe brauche. Bei Eintreffen der Hilfskräfte habe er sich jedoch äußerst aggressiv verhalten und diese körperlich angegriffen. Es sei ihm ein Wetzstahl abgenommen worden. Da auch eine Selbstgefährdung nicht habe ausgeschlossen werden können, sei er in die Psychiatrie des Krankenhauses Vöcklabruck gebracht worden. Die örtliche Staatsanwaltschaft ermittelte gegen ihn. Er selbst stellte den Vorfall anders dar: Er habe wegen einer Unterzuckerung den Rettungsdienst angerufen. Warum die Polizei mitgekommen sei, wisse er nicht. Die Polizisten hätten ihn plötzlich grundlos angegriffen, er habe sich nur gewehrt und „wahrscheinlich zurückgeboxt“.
Am 20. Juli 2020 kam es zu einem erneuten Zwischenfall; diesmal habe er auf einer Straße unweit eines Polizeireviers im oberösterreichischen Scharnstein Polizeibeamte aus einem Fahrzeug heraus verbal bedroht, wobei auf dem Sitz ein Baseballschläger gelegen haben soll.
Am 7. September 2020 wurde er wegen Nötigung, Bedrohung und Sachbeschädigung erneut in Grünau von der Polizei festgenommen. Eine Bedienstete und ihr Ehemann hätten Anzeige erstattet, da er beide aufgefordert habe, „sich zu schleichen“, anderenfalls werde er einen Schlägertrupp rufen. Zudem habe er ein Verkehrszeichen herausgerissen und ein Fenster eines Gebäudes eingeschlagen.
Für diese Vorgänge wurde er am 23. März 2021 vom Landesgericht Wels zu einer zehnmonatigen Bewährungsstrafe mit zusätzlichen Auflagen verurteilt. Unter anderem wurden ein mehrjähriges Wohnsitzverbot für sein Anwesen in Grünau und weitere Platzverbote ausgesprochen. In der Berufungsverhandlung am Oberlandesgericht Linz im November 2021 wurde die Bewährungsstrafe beibehalten, aber das Wohnsitzverbot für Grünau aufgehoben.

## Rezeption in der Popkultur
Die Punk-Band Terrorgruppe widmete ihm das Lied Ernst August, in welchem er als „[…] Sid Vicious der Aristokratie […]“ bezeichnet und (satirisch) für sein gewalttätiges Verhalten gelobt wird. Die Oi!-Punk-Band Pöbel & Gesocks widmete ihm das Lied Adel verpflichtet, in dem er als der „Punk im deutschen Adel“ bezeichnet wird. Des Weiteren verarbeitete die Punk-Band Casanovas Schwule Seite die Vorfälle bei der Weltausstellung in Hannover in ihrem Lied Expo 2000. Der Kabarettist Willy Astor bildete als Wortspiel einen Satz aus den Wörtern „Ernst“, „August“ und „von Hannover“ in seinem Papparazi-Lied, dem Vogiraus-Blues. In dem Film Neues vom Wixxer von 2007 sieht man eine satirische Inszenierung einer adligen Hochzeit, wo der Bräutigam „Prinz Verfried von Hohenprollern“ (der Name ist seinerseits eine Anspielung auf Ferfried Prinz von Hohenzollern) einen Fotografen ins Gesicht schlägt und an den Eingang der Kirche uriniert. 2010 schlug ihn Arno Frank in einem satirischen Artikel in der taz für das Amt des Bundespräsidenten vor und nannte dafür 15 Gründe.
Die Zigarettenmarke Lucky Strike veröffentlichte ohne sein Einverständnis im März 2000 eine Werbeanzeige mit einer eingedrückten Zigarettenschachtel und dem Text „War das Ernst? Oder August?“. Eine deswegen von ihm angestrengte Klage wurde im Juni 2008 vom Bundesgerichtshof abgewiesen. Im April 2012 wurde bekannt, dass er in dieser Sache schon seit 2009 beim Europäischen Gerichtshof für Menschenrechte (EGMR) gegen die Bundesrepublik Deutschland klagt. Er sieht seine Menschenrechte dadurch verletzt, dass deutsche Gerichte die Werbeanzeige für zulässig erklärt haben. Derartige Werbetexte würden ihn als „brutalen Schläger“ an den „sozialen Pranger“ stellen. Am 19. Februar 2015 wurde bekannt, dass er und sein Mitkläger Dieter Bohlen vor der ersten Kammer des EGMR mit ihrem Antrag gescheitert sind.
Eine Anfrage des Journalisten Alexander von Schönburg, seine Biografie zu schreiben, lehnte von Hannover ab.